# Ducado de Berry

Armas del duque de Berry desde 1461.

El ducado de Berry o  Berrí (en francés: duc de Berry) es un título nobiliario francés que fue utilizado con frecuencia por los miembros menores de la Familia Real Francesa. La región de Berry incluía los actuales departamentos de Cher, Indre y parte de Vienne.

## Historia del ducado

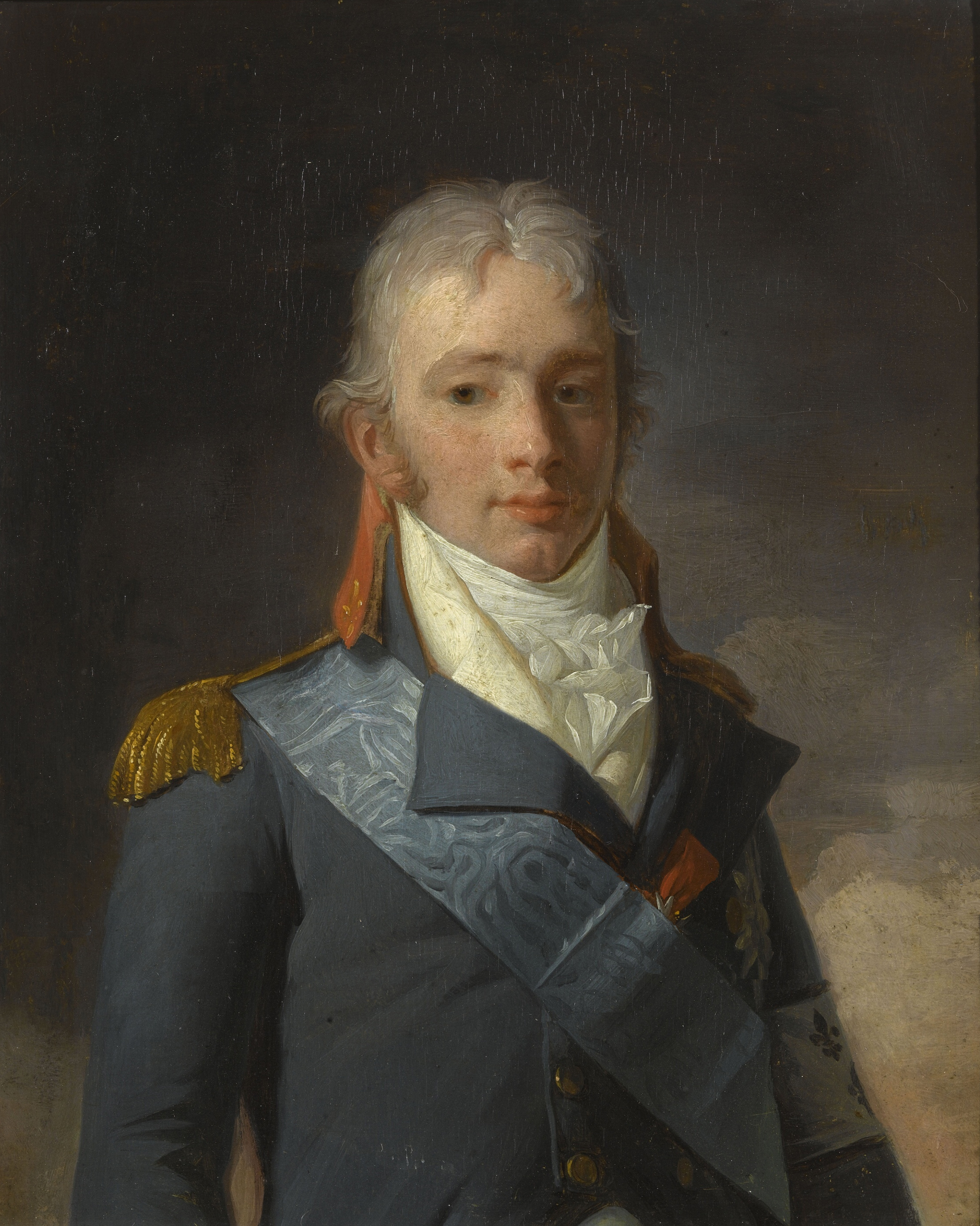
Retratos de Henri-Pierre Danloux,

Este ducado fue entregado por la Corona Francesa en varias ocasiones. En 1360 fue concedido por primera vez a Juan de Valois, el tercer hijo del rey Juan II de Francia. Juan falleció en 1416 sin descendencia masculina sobreviviente (le había precedido su único hijo varón sobreviviente Juan II de Berry que se había casado dos veces pero no tuvo hijos) y el ducado fue concedido a su sobrino-nieto, Juan, delfín de Francia y duque de Turena, que era primogénito del rey Carlos VI de Francia pero Juan falleció poco después.
En 1417 se concedió por tercera vez el ducado, en esta ocasión al siguiente hijo de Carlos VI, Carlos de Valois que también había recibido el título de duque de Turena. En 1422 el duque de Berry sucedió a su padre en el trono con el nombre de Carlos VII. Este monarca concedió el ducado en 1461 a su hermano menor, también llamado Carlos pero este lo cambió por el de Normandía en 1465. Tras la anulación del matrimonio del rey Luis XII con Juana de Valois en 1498 se le concedió a está el ducado Suo iure como compensación, manteniéndolo hasta su temprana muerte en 1505.
En 1517 se concedió el ducado de Berry a la hija del conde Carlos de Angulema, la reina Margarita de Navarra que fue la única hermana del rey Francisco I pero la reina Margarita falleció en 1549 sin descendencia masculina sobreviviente y el ducado de Berry fue concedido de forma vitalicia en 1550 a su sobrina e hija de Francisco I Margarita de Francia, la cual sería duquesa de Saboya y que falleció en 1574. El ducado se le concedió entonces junto con el Condado de La Marche a Isabel de Austria la cual había enviudado del rey Carlos IX, sin embargo dos años después y a consecuencia del Edicto de Beaulieu, Isabel fue obligada por su cuñado Enrique III a intercambiar Berry y La Marche por los ducados de Auvernia y Borbón. Entonces el ducado se le concedió al duque de Alençon, hermano del rey, junto con los de Anjou y Turena pero al fallecer el duque en 1584 sin descendencia, de nuevo el título regresó a la Corona Francesa. En 1589 se le concedió el título de forma vitalicia a Luisa de Lorena-Vaudémont que había enviudado de Enrique III, murió en 1601.
No volvió a utilizarse hasta el año 1686, cuando Carlos de Borbón, tercer hijo del Gran Delfín y nieto de Luis XIV, recibió al nacer el título (pero no el ducado). Carlos recibió los ducados de Alençon y de Angulema en 1710, pero prefirió seguir utilizando el título de duque de Berry hasta su muerte en 1714 que se produjo sin un heredero sobreviviente para sus ducados. En 1754 Luis Augusto de Borbón, nieto del rey Luis XV, recibió al nacer el título de duque de Berry. En 1765 Luis Augusto se convirtió en delfín de Francia y en 1774 sucedió a su abuelo con el nombre de Luis XVI. Luis XVI concedió el ducado de Berry a su sobrino Carlos Fernando de Borbón, segundo hijo de su hermano el Conde de Artois, como muestra de cortesía desde su nacimiento en 1778 hasta su asesinato en 1820. Esta fue la última vez que se concedió el ducado formalmente, debido a que a su hijo póstumo no se le nombró duque de Berry sino de Burdeos.
En el 2010 al nacer Alfonso de Borbón y Vargas, el tercer hijo de Alfonso de Borbón y Vargas y María Margarita Vargas Santaella, se le concedió el título pero solo de cortesía, no formalmente.

## Duques de Berry
- 1.ª concesión (1360): Juan de Valois (1340–1416)
- 2.ª concesión (1416): Juan de Valois, Delfín de Francia y duque de Turena (1398–1417).
- 3.ª concesión (1417): Carlos (1403–1461), (posteriormente Carlos VII, como rey de Francia).
- 4.ª concesión (1461): Carlos de Valois (1446–1472), cambió el ducado de Berry por el de Normandía en 1465.
- 5.ª concesión (1498): Juana de Valois, reina de Francia y duquesa de Orleáns (1464 –1505).
- 6.ª concesión (1517): Margarita de Angulema, reina de Navarra y duquesa de Alençon  (1492–1549)
- 7.ª concesión (1550): Margarita de Valois y Angulema (1523–1574).
- 8.ª concesión (1576): Francisco de Valois, duque de Anjou y de Alençon (1555–1584).
- 9.ª concesión (1686): Carlos de Borbón (1686–1714).
- 10.ª concesión (1754): Luis Augusto de Borbón (1754–1793), (posteriormente, Luis XVI, como rey de Francia).
- 11.ª concesión (1776): Carlos de Artois (1756-1836), obtuvo el título de su hermano al subir este al trono en 1774. (Posteriormente  Carlos X, como rey de Francia).
- 12.ª concesión (1778): Carlos Fernando de Borbón (1778–1820).